# Avgust Černetič
Avgust Černetič, slovenski rimokatoliški duhovnik in partizanski verski referent, * 11. junij 1918, Prosnid (ital. Prossenicco), Beneška Slovenija, †  1990, Ljubljana.
Po končanem študiju bogoslovja 1942 v italijanskem Vidmu je služboval v Kravarju (ital. Cravero) v Beneški Sloveniji. Oktobra 1943 se je pridružil partizanom, vstopil je v 2. soško brigado; postal verski referent v njej, nato v 30. diviziji. Po koncu vojne je absolviran na ljubljanski Filozofski fakulteti in bil tajnik ljubljanske Ekonomske fakultete.

Avgust Černetič je leta 1947 v Ljubljani diplomiral iz zgodovine in geografije, leta 1962 pa postal profesor in administrativni tajnik te fakultete (do pokoja 1973). Med drugim je leta 1971 izdal tudi knjigo Osnove narodne obrambe za študente višjih in visokih šol. Leta 1990 je umrl v Ljubljani. Opomba: podrobneje o tem tudi na spletu - časopis Novi Matajur, tednik Slovencev videmske pokrajine od 13.10.2005. Pozdrav, Igor Mravlja, Žaucerjeva 11, Ljubljana